# Liste der Gerichte in Italien
Die Liste der Gerichte in Italien umfasst die obersten staatlichen Gerichtshöfe in Rom sowie die Listen der nachgeordneten staatlichen italienischen Gerichte der ordentlichen und besonderen Gerichtsbarkeit nach Regionen.

## Oberste Gerichte
- Für die Verfassungsgerichtsbarkeit ist das Verfassungsgericht in Rom zuständig.
- Oberstes Gericht der ordentlichen Gerichtsbarkeit ist der Kassationsgerichtshof in Rom.
- Das Oberste Wassergericht in Rom ist das Oberste Gericht für öffentliche Gewässer.
- An der Spitze der Verwaltungsgerichtsbarkeit steht der Staatsrat in Rom.
- Der italienische Rechnungshof in Rom hat den Status eines Gerichts.
- In Rom besteht ein militärischer Appellationsgerichtshof. Revisionsinstanz ist unter Umständen das Kassationsgericht.
- Die Finanzgerichtsbarkeit ist auf der Ebene der Provinzen und Regionen organisiert. Revisionsinstanz ist unter Umständen das Kassationsgericht.
- Die Arbeitsgerichtsbarkeit gehört zur ordentlichen Gerichtsbarkeit, ein Äquivalent der deutschen Sozialgerichtsbarkeit gibt es nicht.

## Listen nach Regionen
Die Sprengel der Oberlandesgerichte (Corte d’appello, Appellationsgericht) richten sich grundsätzlich nach den Grenzen der Regionen. Einige Regionen haben mehr als ein Oberlandesgericht. In der Region Aostatal gibt es kein Oberlandesgericht; hier ist das Oberlandesgericht in Turin (Piemont) zuständig. Das Landesgericht in Massa im Nordwesten der Toskana gehört mit seinem Bezirk und den nachgeordneten Friedensgerichten zum Zuständigkeitsbereich des Oberlandesgerichts Genua (Ligurien).
| Piemont                 | Liste der Gerichte im Piemont                 |
| Aostatal                | siehe Piemont                                 |
| Ligurien                | Liste der Gerichte in Ligurien                |
| Lombardei               | Liste der Gerichte in der Lombardei           |
| Trentino-Südtirol       | Liste der Gerichte in Trentino-Südtirol       |
| Venetien                | Liste der Gerichte in Venetien                |
| Friaul-Julisch Venetien | Liste der Gerichte in Friaul-Julisch Venetien |
| Emilia-Romagna          | Liste der Gerichte in der Emilia-Romagna      |
| Toskana                 | Liste der Gerichte in der Toskana             |
| Umbrien                 | Liste der Gerichte in Umbrien                 |
| Marken                  | Liste der Gerichte in den Marken              |
| Latium                  | Liste der Gerichte in Latium                  |
| Abruzzen                | Liste der Gerichte in den Abruzzen            |
| Molise                  | Liste der Gerichte in Molise                  |
| Kampanien               | Liste der Gerichte in Kampanien               |
| Apulien                 | Liste der Gerichte in Apulien                 |
| Basilikata              | Liste der Gerichte in der Basilikata          |
| Kalabrien               | Liste der Gerichte in Kalabrien               |
| Sizilien                | Liste der Gerichte in Sizilien                |
| Sardinien               | Liste der Gerichte in Sardinien               |

## Reform
2012 beschloss die Regierung Monti eine Rationalisierung im Bereich der ordentlichen Gerichtsbarkeit. Von den 165 Landesgerichten und ihren 220 Zweigstellen wurden 30 Gerichte und alle 220 Zweigstellen aufgelöst. Von 848 Friedensgerichten sollten 667 aufgelöst werden, es wurde den Gebietskörperschaften jedoch freigestellt, Friedensgerichte auf eigene Kosten weiterzubetreiben. Das entsprechende Personal wurde an die verbliebenen Gerichte versetzt oder anderweitig verwendet.
Im Bereich der ordentlichen Gerichtsbarkeit verbleiben somit:
- der Kassationsgerichtshof
- die Generalstaatsanwaltschaft und die nationale Antimafia-Staatsanwaltschaft beim Kassationsgericht
- 26 Oberlandesgerichte (mit 3 Zweigstellen) mit dazugehörigen Generalstaatsanwaltschaften und Antimafia-Staatsanwaltschaften
- 26 Jugendgerichte (mit 3 Zweigstellen) mit dazugehörigen Staatsanwaltschaften
- 136 Landesgerichte mit dazugehörigen Staatsanwaltschaften (+4 Landesgerichte in den Abruzzen, die 2018 schließen)
- rund 350 Friedensgerichte (Stand 2015)